# بوتسباخ
بوتزباخ (بالألمانية: Butzbach) هي بلدة، مدينة و بلدة ألمانية تقع في ألمانيا في Wetteraukreis.

## توأمة
لبوتسباخ اتفاقيات توأمة مع:
- كوليكيو

## أعلام
- إليزابيث دوروثيا من ساكس غوتا-ألتنبورغ
- ديتر إندرز
- موريتز كاريير